# 1999年の日本公開映画
- 映画 > 映画の一覧 > 年度別日本公開映画 > 1999年の日本公開映画
- 映画 > 1999年の映画 > 1999年の日本公開映画

1999年の日本公開映画（1999ねんのにほんこうかいえいが）では、1999年（平成11年）1月1日から同年12月31日までに日本で商業公開された映画の一覧を記載。作品名の右の丸括弧内は製作国を示す。
記載の凡例については年度別日本公開映画#凡例を参照

## 作品一覧

### 1月
- 9日
  - ファイヤーワークス ( アメリカ合衆国)
- 14日
  - 出発 ( ベルギー)
- 15日
  - 愛のトリートメント ( アメリカ合衆国)
  - アイ ウォント ユー ( イギリス)
  - 生きたい ( 日本)
  - おもちゃ ( 日本)
  - のど自慢 ( 日本)
- 23日
  - ラッシュアワー ( アメリカ合衆国)
  - ビッグ・ヒット ( アメリカ合衆国)
  - ワン・ナイト・スタンド ( アメリカ合衆国)
  - ニノの空 ( フランス)
  - リング2（ 日本）
  - 死国 （ 日本）
  - ニンゲン合格 ( 日本)
- 30日
  - ヴァンパイア/最期の聖戦 ( アメリカ合衆国)
  - メリーに首ったけ ( アメリカ合衆国)
  - Queen Victoria 至上の恋 ( イギリス)
  - キラーコンドーム ( ドイツ)
  - ノストラダムス ( フランス/ イギリス/ ドイツ/ ルーマニア)
  - ラテン・ボーイズ・ゴー・トゥー・ヘル  ( アメリカ合衆国/ ドイツ/ 日本/ スペイン)
  - りんご ( イラン)
  - ボクらはいつも恋してる! 金枝玉葉2 ( 香港)
  - 完全なる飼育( 日本)
  - 流★星( 日本)

### 2月
- 6日
  - エグザイル・イン・サラエヴォ ( オーストラリア})
  - ガッジョ・ディーロ ( フランス/ ルーマニア)
  - 鮫肌男と桃尻女 ( 日本)
  - セントラル・ステーション ( ブラジル)
  - 天使が見た夢 ( フランス)
  - ブラック・マスク ( 香港)
  - レ・ミゼラブル ( アメリカ合衆国/ ドイツ/ イギリス)
  - ワイルドシングス ( アメリカ合衆国)
- 11日
  - 必殺! 三味線屋・勇次 ( 日本)
  - ユー・ガット・メール ( アメリカ合衆国)
- 10日
  - コメディ・フランセーズ/演じられた愛 ( フランス)
- 13日
  - 女と女と井戸の中 ( オーストラリア)
  - 残侠 ZANKYO ( 日本)
  - タロス・ザ・マミー/呪いの封印 ( アメリカ合衆国)
  - ムービー・デイズ ( アイスランド/ ドイツ/ デンマーク)
  - ラッキーロードストーン( 日本)
  - ランナウェイ ( アメリカ合衆国)
  - レッサー・エヴィル ( アメリカ合衆国)
- 20日
  - ウェディング・シンガー ( アメリカ合衆国)
  - 美しきセルジュ ( フランス)
  - おかしな二人2 ( アメリカ合衆国)
  - 自由な女神たち ( アメリカ合衆国)
  - 新・唐獅子株式会社 ( 日本)
  - ダウンタイム ( イギリス)
  - 沈黙の陰謀 ( アメリカ合衆国)
  - 借王 -THE MOVIE- 沖縄大作戦 ( 日本)
- 27日
  - ガールズ ナイト ( イギリス)
  - スネーク・アイズ ( アメリカ合衆国)
  - BARに灯ともる頃 ( イタリア)
  - バジル ( イギリス)
  - 原野の子ら ( 日本)
  - TOPLESS ( ニュージーランド)
  - R.I.P. ジョー・コールマンの肖像 ( オーストラリア)
  - ワンス・アポン・ア・タイム・イン・チャイナ&アメリカ 天地風雲 ( イギリス領香港)

### 3月
- 6日
  - avec mon mari アベック モン マリ ( 日本)
  - ウルトラマンM78劇場 Love & Peace（ 日本・アニメ）
  - ウルトラマンティガ・ウルトラマンダイナ&ウルトラマンガイア 超時空の大決戦（ 日本）
  - 悦楽晩餐会/または誰と寝るかという重要な問題（ ドイツ）
  - ガメラ3 邪神覚醒（ 日本）
  - 極道の妻たち 赤い殺意（ 日本）
  - ザ☆ドラえもんズ おかしなお菓子なオカシナナ?（ 日本・アニメ）
  - 東映アニメフェア（ 日本・アニメ）
    - ドクタースランプ アラレのびっくりバーン
    - デジモンアドベンチャー
    - 遊☆戯☆王 YU～GI～OH!

  - ドラえもん のび太の宇宙漂流記（ 日本・アニメ）
  - ベイブ/都会へ行く ( アメリカ合衆国)
- 11日
  - バレット・バレエ ( 日本)
- 13日
  - 愛の悪魔/フランシス・ベイコンの歪んだ肖像 ( イギリス)
  - SAFE ( アメリカ合衆国)
  - バグズ・ライフ ( アメリカ合衆国)
  - バンディッツ ( ドイツ)
  - ビジター ( フランス)
  - 微笑みをもう一度 ( アメリカ合衆国)
  - ポーリー ( アメリカ合衆国)
- 20日
  - 愛する者よ、列車に乗れ ( フランス)
  - ウィズ・ユー ( アメリカ合衆国)
  - エブリバディ・ラブズ・サンシャイン ( イギリス)
  - ガンドレス（ 日本・アニメ）
  - ギャングシティ ( アメリカ合衆国)
  - 鉄 平成侠客伝 ( 日本)
  - パッチ・アダムス トゥルー・ストーリー ( アメリカ合衆国)
  - パーフェクト・カップル ( アメリカ合衆国)
  - ローカルニュース ( 日本)
- 26日
  - シックス・ストリング・サムライ ( アメリカ合衆国)
- 27日
  - 大阪物語 ( 日本)
  - コキーユ -貝殻- ( 日本)
  - フェアリーテイル ( アメリカ合衆国/ イギリス)
  - リトルシティ/恋人たちの選択 ( アメリカ合衆国)

### 4月
- 2日
  - MARCO 母をたずねて三千里（ 日本・アニメ）
- 3日
  - ヴァージン・フライト ( イギリス)
  - フリーマネー ( アメリカ合衆国)
  - ホームドラマ ( フランス)
- 7日
  - ボンベイtoナゴヤ ( インド)
- 10日
  - シン・レッド・ライン ( アメリカ合衆国)
  - マイティ・ジョー（ アメリカ合衆国）
  - グッドナイト・ムーン ( アメリカ合衆国)
  - ドンを撃った男 ( 日本)
  - 共犯者 ( 日本)
- 16日
  - 公衆便所 私いたずらされました（ 日本)

- 17日
  - エネミー・オブ・アメリカ ( アメリカ合衆国)
  - 視線のエロス ( フランス)
  - 隣人は静かに笑う ( アメリカ合衆国)
  - トゥエンティフォー・セブン ( イギリス)
  - ライフ・イズ・ビューティフル ( イタリア)
  - 永遠と一日 ( ギリシャ)
  - ワンダフルライフ（ 日本）
  - 名探偵コナン 世紀末の魔術師（ 日本・アニメ）
  - クレヨンしんちゃん 爆発!温泉わくわく大決戦（ 日本・アニメ）
  - ヤジャマン 踊るマハラジャ2 ( インド)
- 24日
  - エバー・アフター ( アメリカ合衆国)
  - グロリア ( アメリカ合衆国)
  - デッドマンズ・カーブ ( アメリカ合衆国)
  - キャメロット・ガーデンの少女 ( イギリス/ アメリカ合衆国)
  - グッバイ・モロッコ ( イギリス/ フランス)
  - プッシャー ( デンマーク)
  - 逮捕しちゃうぞ the MOVIE （ 日本・アニメ）
  - 天地無用! in LOVE2 遙かなる想い（ 日本・アニメ）
- 29日
  - 洗濯機は俺にまかせろ ( 日本)

### 5月
- 1日
  - 英二( 日本)
  - 恋におちたシェイクスピア( アメリカ合衆国)
  - 39 刑法第三十九条( 日本)
  - スパニッシュ・プリズナー( アメリカ合衆国)
  - タンゴ( スペイン/ アルゼンチン)
  - 天井桟敷のみだらな人々( アメリカ合衆国)
  - 8mm( アメリカ合衆国)
  - ファイアーライト( フランス/ イギリス)
  - Uボート ディレクターズ・カット( イギリス)
  - ロリータ( アメリカ合衆国)
- 8日
  - 奥サマは魔女( フランス)
  - スタートレック 叛乱( アメリカ合衆国)
  - Danger de mort　ダンジェ( 日本)
  - heat after dark　ヒート・アフター・ダーク( 日本)
  - ラウンダーズ( アメリカ合衆国)
- 14日
  - 殺人者 KILLER OF PARAISO( 日本)
- 15日
  - ゼノ　かぎりなき愛に( 日本・アニメ)
  - ダンス・ウィズ・ミー( アメリカ合衆国)
  - ニュートン・ボーイズ( アメリカ合衆国)
  - ビッグ・ショー! ハワイに唄えば( 日本)
  - プラクティカル・マジック( アメリカ合衆国)
  - ペイバック( アメリカ合衆国)
- 22日
  - カラー・オブ・ハート( アメリカ合衆国)
  - 君を見つけた25時( 香港)
  - シューティング・スター( イギリス)
  - 日本黒社会 LEY LINES( 日本)
  - フェニックス( アメリカ合衆国)
  - ブレイド( アメリカ合衆国)
  - レッド・バイオリン( カナダ/ イタリア)
- 25日
  - SARA( ポーランド)
- 27日
  - クワイエット・ファミリー( 韓国)
- 29日
  - イフ・オンリー イギリス/ スペイン)
  - ヴァイラス( アメリカ合衆国)
  - ハイ・アート( アメリカ合衆国)
  - もういちど逢いたくて/星月童話（ 香港/ 日本)
  - RONIN( アメリカ合衆国)

### 6月
- 5日
  - ラストサマー2 ( アメリカ合衆国)
  - 奇蹟の輝き ( アメリカ合衆国)
  - ソルジャー ( アメリカ合衆国)
  - フル・ブラント( アメリカ合衆国)
  - クアトロ・ディアス ( ブラジル)
  - 八月のクリスマス ( 韓国)
  - 鉄道員（ぽっぽや）（ 日本）
  - 菊次郎の夏（ 日本）
  - 催眠（ 日本）
- 12日
  - ブルワース ( アメリカ合衆国)
  - メッセージ・イン・ア・ボトル ( アメリカ合衆国)
  - 25年目のキス ( アメリカ合衆国)
  - スモーク・シグナルズ ( カナダ/ アメリカ合衆国)
  - フラミンゴの季節 ( ドイツ/ スイス/ アルゼンチン)
  - メイド・イン・ホンコン ( 香港)
  - アドレナリンドライブ ( 日本)
  - カラオケ( 日本)
  - きみのためにできること( 日本)
- 19日
  - ハムナプトラ/失われた砂漠の都（ アメリカ合衆国）
  - サイモン・バーチ ( アメリカ合衆国)
- 24日
  - 白い刻印 ( アメリカ合衆国)
  - 54 フィフティ★フォー ( アメリカ合衆国)
- 26日
  - ゴールデンボーイ ( アメリカ合衆国)
  - ブラック・ドッグ ( アメリカ合衆国)
  - ムーンライト・ドライブ ( アメリカ合衆国)
  - チャイルド・プレイ チャッキーの花嫁 ( アメリカ合衆国)
  - 輝きの海 ( イギリス/ アメリカ合衆国)
  - アンダー・ザ・スキン ( イギリス)

### 7月
- 3日
  - 交渉人 ( アメリカ合衆国)
  - バッファロー'66 ( アメリカ合衆国)
  - 暗殺の瞬間 ( スウェーデン)
  - お受験 ( 日本)
  - シェイディー・グローヴ ( 日本)
  - あの、夏の日 ～とんでろ じいちゃん～ ( 日本)
- 10日
  - スター・ウォーズ エピソード1/ファントム・メナス（ アメリカ合衆国）
  - クンドゥン ( アメリカ合衆国)
  - π ( アメリカ合衆国)
  - インディアナポリスの夏 青春の傷跡 ( アメリカ合衆国)
  - 恋はワンダフル!? ( アメリカ合衆国/ イギリス)
  - ラン・ローラ・ラン（ ドイツ）
  - 枕の上の葉 ( インドネシア)
  - 学校の怪談4（ 日本）
  - 豚の報い（ 日本）
  - 天使に見捨てられた夜（ 日本）
  - プレイバック（ フランス）
- 16日
  - ハング・ザ・DJ ( カナダ)
- 17日
  - オーシャン・トライブ ( アメリカ合衆国)
  - マイ・ネーム・イズ・ジョー ( イギリス)
  - 悪魔のくちづけ ( イギリス/ フランス/ ドイツ)
  - オープン・ユア・アイズ ( スペイン)
  - 踊れトスカーナ! ( イタリア)
  - セレブレーション ( デンマーク)
  - ホーホケキョ　となりの山田くん（ 日本）
  - ポケットモンスター 幻のポケモン ルギア爆誕（ 日本・アニメ）
- 24日
  - メビウス ( アメリカ合衆国)
  - レストラン ( アメリカ合衆国)
  - プリンス・オブ・エジプト ( アメリカ合衆国・アニメ)
  - 運動靴と赤い金魚 ( イラン)
  - それいけ! アンパンマン 勇気の花がひらくとき（ 日本・アニメ）
- 31日
  - アイズ ワイド シャット ( アメリカ合衆国 /  イギリス)
  - アナザー・デイ・イン・パラダイス ( アメリカ合衆国)
  - オフィスキラー ( アメリカ合衆国)
  - ザ・メイカー ( アメリカ合衆国)
  - スカートの翼ひろげて ( イギリス)
  - 男と女と男 ( フランス)
  - オサムの朝（ 日本）
  - EM/エンバーミング（ 日本）
  - 東映アニメフェア（ 日本・アニメ）
    - ビーストウォーズメタルス コンボイ大変身!
    - スーパードール リカちゃん リカちゃん絶体絶命!ドールナイツの奇跡
    - 小さな巨人ミクロマン 大激戦!ミクロマンVS最強戦士ゴルゴン
    - けんたろうお兄さんと一緒に「だんご3兄弟」を歌おう!!

### 8月
- 7日
  - 恋は嵐のように ( アメリカ合衆国)
  - スウィーニー・トッド ( アメリカ合衆国)
  - パラサイト ( アメリカ合衆国)
  - フランダースの犬 ( アメリカ合衆国)
  - ロック、ストック&トゥー・スモーキング・バレルズ ( イギリス)
  - アルナーチャラム 踊るスーパースター ( インド)
  - KUJAKU 孔雀 ( 日本/ 香港)
- 14日
  - セレブリティ ( アメリカ合衆国)
  - エントラップメント ( アメリカ合衆国)
  - ウォーターボーイ ( アメリカ合衆国)
  - ファミリー・ゲーム/双子の天使 ( アメリカ合衆国)
  - ボクサー/最後の挑戦 ( フランス)
  - アムス→シベリア ( オランダ)
  - 少女革命ウテナ アドゥレセンス黙示録（ 日本・アニメ）
  - アキハバラ電脳組 2011年の夏休み（ 日本・アニメ）
- 21日
  - 黒猫・白猫 ( フランス)
  - メッセンジャー（ 日本）
  - 金田一少年の事件簿2 殺戮のディープブルー（ 日本・アニメ）
  - カードキャプターさくら（ 日本・アニメ）
  - CLOVER（ 日本・アニメ）
- 28日
  - オースティン・パワーズ:デラックス（ アメリカ合衆国）
  - ハリケーン・クラブ ( アメリカ合衆国)
  - エリザベス ( イギリス)
  - 肉屋　( イタリア)
  - ヒーロー・ネバー・ダイ ( 香港)
  - ワイルド・ゼロ ( 日本)

### 9月
- 1日
  - ヴァーチャル・シャドー 幻影特攻 ( 香港)
- 3日
  - ヴァンドーム広場 ( フランス)
  - 葡萄酒色の人生 ロートレック ( フランス/ スペイン)
- 4日
  - ノッティングヒルの恋人 ( アメリカ合衆国)
  - Hole ( 台湾/ フランス)
- 10日
  - 日本黒社会 ( 日本)
- 11日
  - サイコ ( アメリカ合衆国)
  - マトリックス（ アメリカ合衆国）
  - リアル・ブロンド ( アメリカ合衆国)
  - リトル・ヴォイス ( イギリス)
- 15日
  - 双生児 ( 日本)
- 18日
  - 金融腐蝕列島 〔呪縛〕 ( 日本)
  - シンプル・プラン ( アメリカ合衆国)
  - 黄昏に瞳やさしく ( イタリア/ フランス)
  - 裸の銃を持つ逃亡者 ( アメリカ合衆国)
- 25日
  - ウェイクアップ!ネッド ( イギリス)
  - シャー・ルク・カーンのDDLJラブゲット大作戦 ( インド)
  - パッション・フィッシュ ( アメリカ合衆国)
  - 秘密（ 日本）
  - Mr.Pのダンシングスシバー ( アメリカ合衆国/ 日本)

### 10月
- 1日
  - リスキーブライド/狼たちの絆 ( アメリカ合衆国)
- 2日
  - ホーンティング ( アメリカ合衆国)
  - グッバイ・ラバー ( アメリカ合衆国)
  - ユニバーサル・ソルジャー/ザ・リターン ( アメリカ合衆国)
  - あの娘と自転車に乗って  ( キルギス/ フランス)
  - 家族シネマ ( 日本)
  - チンパオ　陳宝的故事 ( 日本)
- 9日
  - ディープ・ブルー（ アメリカ合衆国）
  - ブロークダウン・パレス ( アメリカ合衆国)
  - 迷宮のレンブラント ( アメリカ合衆国)
  - バーシティ・ブルース ( アメリカ合衆国)
  - ポーラX ( フランス/ ドイツ/ スイス/ 日本)
  - ベオウルフ ( イギリス)
- 16日
  - go ( アメリカ合衆国)
  - グレイスランド ( アメリカ合衆国)
  - HEART ( イギリス)
- 23日
  - 娼婦ベロニカ ( アメリカ合衆国)
  - タイムトラベラー きのうから来た恋人 ( アメリカ合衆国)
  - クルーエル・インテンションズ ( アメリカ合衆国)
  - ハード・キャンディ ( アメリカ合衆国)
  - プリティ・ブライド ( アメリカ合衆国)
  - マーサ・ミーツ・ボーイズ( アメリカ合衆国)
  - ノッキン・オン・ヘブンズ・ドア ( ドイツ)
  - どこまでもいこう ( 日本)
  - M/OTHER ( 日本)
  - 皆月 ( 日本)
  - 月光の囁き( 日本)
  - ドリームメーカー( 日本)
  - 港のロキシー( 日本)
- 30日
  - シックス・センス（ アメリカ合衆国）
  - I love ペッカー ( アメリカ合衆国)
  - スパイシー・ラブスープ ( 中国)
  - 梟の城（ 日本）
  - あつもの（ 日本）

### 11月
- 3日
  - シュウシュウの季節 ( アメリカ合衆国)
- 6日
  - アナライズ・ミー ( アメリカ合衆国)
  - 将軍の娘/エリザベス・キャンベル ( アメリカ合衆国)
  - ディープエンド・オブ・オーシャン ( アメリカ合衆国)
  - ヘンリー・フール ( アメリカ合衆国)
  - エステサロン ヴィーナス・ビューティー ( フランス)
  - カスケーダー ( ドイツ)
  - エル ( ポルトガル/ フランス/ ルクセンブルク/ ベルギー/ スイス)
  - 歌う色男、愛・ラブ・パラダイス ( インド)
  - 君のいた永遠 ( 香港)
  - WHO AM I? ( 香港)
  - アイ・ラヴ・ユー ( 日本)
- 13日
  - トーマス・クラウン・アフェアー ( アメリカ合衆国)
  - 母の眠り ( アメリカ合衆国)
  - ヴァーチャル・セクシュアリティ ( イギリス)
  - 黒い家 ( 日本)
  - サラリーマン金太郎（ 日本）
  - Nile ナイル（ 日本）
  - 白痴 ( 日本)
- 20日
  - グレン・グールド 27歳の記憶 ( ドイツ)
  - ドニー・イェン COOL ( 香港)
  - 200本のたばこ ( アメリカ合衆国)
  - 地獄 ( 日本)
- 27日
  - ハイロー・カントリー ( アメリカ合衆国)
  - ゴースト・ドッグ ( アメリカ合衆国/ フランス/ ドイツ/ 日本)
  - ウィズアウト・ユー ( アメリカ合衆国)
  - アフターグロウ ( アメリカ合衆国)
  - エイミー ( オーストラリア)
  - 無問題 ( 香港/ 日本)
  - 千年旅人 ( 日本)
  - DEAD OR ALIVE 犯罪者 ( 日本)
  - 極道の妻たち 死んで貰います ( 日本)
  - セカンドチャンス ( 日本)

### 12月
- 1日
  - 海賊版＝BOOTLEG FILM ( 日本)
- 4日
  - ワイルド・ワイルド・ウエスト（ アメリカ合衆国）
  - 聖なる嘘つき/その名はジェイコブ（ アメリカ合衆国）
  - プリズナー・オブ・ラブ ( カナダ)
  - キス・オア・キル ( オーストラリア)
  - 風が吹くまま ( イラン/ フランス)
  - ナビィの恋（ 日本）
  - 地雷を踏んだらサヨウナラ ( 日本)
- 11日
  - ファイト・クラブ ( アメリカ合衆国)
  - ジャンヌ・ダルク ( フランス/ アメリカ合衆国)
  - 橋の上の娘 ( フランス)
  - ペルディータ ( スペイン/ メキシコ)
  - ゴジラ2000 ミレニアム（ 日本）
  - 大いなる幻影 Barren Illusion ( 日本)
- 18日
  - ラスベガスをやっつけろ ( アメリカ合衆国)
  - ランダム・ハーツ ( アメリカ合衆国)
  - 季節の中で ( アメリカ合衆国)
  - ワンダーランド駅で ( アメリカ合衆国)
  - ターザン ( アメリカ合衆国)
  - 海の上のピアニスト ( イタリア/ アメリカ合衆国)
  - 逢いたくてヴェニス ( ドイツ)
  - ゴージャス ( 香港)
  - GTO（ 日本）
  - 御法度 ( 日本)
- 23日
  - ブレア・ウィッチ・プロジェクト ( アメリカ合衆国)
  - ラグラッツ・ムービー ( アメリカ合衆国)
  - こちら葛飾区亀有公園前派出所 THE MOVIE（ 日本・アニメ）
- 25日
  - エンド・オブ・デイズ ( アメリカ合衆国)
  - トゥルー・クライム ( アメリカ合衆国)
  - 奇人たちの晩餐会 ( フランス)
  - 愛と憎しみのデカン高原 ( インド)
  - 一瞬の夢 ( 中国/ 香港)